# Крісталіно Атемона
Крісталіно Атемона (нім. Christalino Atemona, нар. 6 травня 2002, Цвізель, Німеччина) — німецький футболіст ангольського походження, центральний захисник бельгійського клубу «Кортрейк».

## Ігрова кар'єра

### Клубна
Крісталіно Атемона є вихованцем берлінської футбольної школи. У 2014 році він приєднався до молодіжного складу столичної «Герти». З 2020 року футболіста почали залучати до ігор другог складу у Регіональній лізі. Починаючи з 2021 року Атемона кілька разів потрапляв до заявки першої команди на матчі Бундесліги. Але в основі Крісталіно так і не провів жодного матчу.
Другу половину сезону 2022/23 Атемона проводив у бельгійському клубі «Кортрейк». Контракт було підписано до літа 2024 року. 11 січня 2023 року футболіст дебютував у складі «Кортрейка» у Кубку Бельгії. А 15 січня провів першу гру в чемпіонаті країни.

### Збірна
З 2019 року Крісталіно Атемона виступав за юнацькі збірні Німеччини.